# Bulgarian International 2022
Die Bulgarian International 2022 im Badminton fanden vom 6. bis zum 9. Oktober 2022 in Sofia statt.

## Sieger und Platzierte
| Disziplin    | Gold                           | Silber                          | Bronze                             |
| ------------ | ------------------------------ | ------------------------------- | ---------------------------------- |
| Herreneinzel | Wang Po-wei                    | Huang Yu                        | Huang Yu-kai                       |
| Herreneinzel | Wang Po-wei                    | Huang Yu                        | Liu Wei-chi                        |
| Dameneinzel  | Lin Sih Yun                    | Huang Yu-hsun                   | Huang Ching-ping                   |
| Dameneinzel  | Lin Sih Yun                    | Huang Yu-hsun                   | Kaloyana Nalbantova                |
| Herrendoppel | Chiang Chien-wei Wu Hsuan-yi   | Chiu Hsiang-chieh Yang Ming-tse | Lee Chia-han Liao Chao-pang        |
| Herrendoppel | Chiang Chien-wei Wu Hsuan-yi   | Chiu Hsiang-chieh Yang Ming-tse | Chen Yu-che Lin Bing-wei           |
| Damendoppel  | Liu Chiao-yun Wang Yu-qiao     | Lin Chih-chun Wu Meng-Chen      | Polina Buhrova Kaloyana Nalbantova |
| Damendoppel  | Liu Chiao-yun Wang Yu-qiao     | Lin Chih-chun Wu Meng-Chen      | Huang Yu-hsun Lin Sih-yun          |
| Mixed        | Chiu Hsiang-chieh Lin Xiao-min | Liao Chao-pang Liu Chiao-yun    | Lin Bing-wei Lin Chih-chun         |
| Mixed        | Chiu Hsiang-chieh Lin Xiao-min | Liao Chao-pang Liu Chiao-yun    | Wu Hsuan-yi Nicole Gonzales Chan   |